# Mavka
Mavka (Oekraïens: Мавка. Лісова пісня, geromaniseerd: Mavka. Lisova pisnia) is een Oekraïense computergeanimeerde komische fantasyfilm uit 2023, geregisseerd door Oleh Malamuzh en Oleksandra Ruban. Gebaseerd op het poëtische toneelstuk The Forest Song van dichteres Lesya Ukrainka, haalt de film inspiratie uit de Oekraïense en Slavische volksmythologie. De filmpremière in Oekraïne vond plaats op 2 maart 2023.

## Korte inhoud
De animatiefilm beschrijft de relatie tussen bosgeesten en mensen. De hoofdpersoon onder de bosbewoners is de vriendelijke en naïeve Mavka, die in de lente wakker wordt om de rest van de geesten wakker te maken. De muzikant Lukas gaat, om zijn zieke oom Leo te redden, op voorstel van de wrede Kylina naar het mysterieuze en verboden bos om de levensboom te vinden. Eigenlijk wil Kylina de voedende kracht van de boom gebruiken om de eeuwige jeugd te verkrijgen. Mavka bewondert het muzikale talent van Lukas en er ontstaan gevoelens tussen hen.
Kylina en haar plannen om het bos te vernietigen staan echter een goede relatie tussen de bewoners van het magische bos en de mens in de weg. Om zijn doelen te bereiken, zet Kylina de dorpelingen op tegen de bosgeesten en er begint een vreselijke strijd. Tijdens dit gevecht roept Mavka, als Bewaarder van het Woud, de Ene die op de Steen zit op om haar dodelijke vurige kracht te geven. Dankzij deze kracht verdrijft Mavka de dorpelingen het bos uit, maar haar bewustzijn wordt weggenomen door de Ene die op de Steen zit. Een dodelijke vuurstorm daalt neer op het menselijke dorp. Dankzij de muziek van Lukas en een gewoon lied slagen de dorpelingen er echter in om Mavka wakker te maken, de vuurstorm te stoppen en zichzelf te redden.

## Stemmencast
- Natalya Denisenko - Mavka
  - Laurie Hymes - Mavka, Engelse versie
- Artem Pyvovarov - Lukas
  - Eddy Lee - Lukas, Engelse versie
- Nazar Zadniprovskyi - Lesh
  - Marc Thompson -  Lesh /  Engelse versie
- Elena Kravets -  Kylina
  - Sarah Natochenny - Kylina, Engelse versie
- Oleh Mykhailyuta - Oom Leo
  - Scott Rayow - Oom Leo, Engelse versie
- Serhiy Prytula - Frol
  - Tom Wayland -  Frol, Engelse versie
- Natalya Sumska - de Genezeres
  - Marca Leigh - de Genezeres, Engelse versie
- Mykhailo Khoma - Hush
  - Marc Thompson -  Hush, Engelse versie
- Julia Sanina - Ondina
  - Nikki Thomas - Ondina, Engelse versie
- Oleh Skrypka - "Degene op de Rots"
  - Mike Pollock - "Degene op de Rots", Engelse versie
- Andriy Mostrenko - Erick en Dereck

## Productie
In september 2015 werd voor het eerst gemeld dat Film. UA Group werkte aan een lange animatiefilm in 3D. De persdienst van het bedrijf kondigde de start aan van de productie van een film gebaseerd op het klassieke werk van de Oekraïense literatuur The Forest Song van Lesya Ukrainka.
In maart 2017 hielden producenten FILM UA Group en Animagrad met succes de eerste internationale pitch van het project Mavka, The Forest Song op Europa's grootste animatieforum Cartoon Movie, waar Oekraïne voor het eerst vertegenwoordigd was.
De eerste teaser-trailer van de tekenfilm werd vertoond op 18 juli 2017. De hoofdtrailer werd uitgebracht op 1 februari 2023 en bevat het nummer "Language of the Wind", uitgevoerd door Khrystyna Soloviy en Artem Pyvovarov.

## Uitgave
Na zeven jaar werk ging Mavka op 2 maart 2023 in eigen land in première en vestigde met de opening kassa records, waarbij Avatar: The Way of Water werd verslagen met 189.048 opnames. Gedurende zes weekenden in de bioscoop werden 1.011.735 kaartjes voor de film verkocht. In België en Nederland ging de film in première op 19 april 2023. 